# Alice Betto
Alice Betto (* 10. Dezember 1987 in Cavaria con Premezzo, Provinz Varese) ist eine italienische Triathletin, U23-Staatsmeisterin (2009), vierfache Elite-Staatsmeisterin (2010, 2012, 2017, 2021) und zweifache Olympiastarterin (2020, 2024).

## Werdegang
2009 wurde Alice Betto U23-Staatsmeisterin Triathlon.

### Staatsmeisterin Triathlon 2010
Im Folgejahr 2010 holte sie sich den Titel auch in der Elite-Klasse.
Gleich bei ihrem internationalen Debüt, dem ersten Europacup-Triathlon des Jahres 2010 in Quarteira, gewann Alice Betto die Bronzemedaille und schloss damit zur absoluten Weltspitze auf: Erste wurde die Portugiesin Vanessa Fernandes (Silbermedaillengewinnerin bei den Olympischen Spielen 2008) und Zweite wurde die Junioren-Weltmeisterin des Vorjahres, die Französin Emmie Charayron.
In Italien trat Alice Betto bis 2010 für Triathlon Novara an. 2010 nahm Betto auch an der französischen Club-Meisterschaftsserie Lyonnaise des Eaux teil und vertrat den Verein TCG 79 Parthenay. Sie trat allerdings nur beim Eröffnungstriathlon in Dünkirchen (23. Mai 2010) an und wurde 15., somit war sie die Zweitbeste ihres Clubs. Im September 2010 wurde sie Siebte bei der U23-Weltmeisterschaft Triathlon.
2011 und 2012 ging Alice Betto in Italien für DDS Settimo Milanese an den Start. Im Juni 2013 belegte sie in Israel mit der 4er-Staffel bei der Europameisterschaft den dritten Rang für Italien.

### 3. Rang Europameisterschaft 2017
Im österreichischen Kitzbühel wurde sie im Juni 2017 Dritte bei der Europameisterschaft auf der olympischen Distanz. Nach dem letzten der neun Rennen in der ITU-Weltmeisterschaftsrennserie 2017 belegte die damals 29-Jährige im September als beste Italienerin den 16. Rang.

Im Oktober wurde sie zum zweiten Mal nach 2010 nationale Triathlon-Meisterin.

### Olympische Sommerspiele 2020
Im Mai 2021 qualifizierte die 33-Jährige sich zusammen mit Angelica Olmo, Verena Steinhauser, Gianluca Pozzatti und Delian Stateff für einen Startplatz bei den Olympischen Sommerspielen (23. Juli bis 8. August) in Tokio. Sie belegte als beste Italienerin den siebten Rang. Im Oktober wurde sie Staatsmeisterin Triathlon Sprintdistanz und zwei Wochen später auch und zum bereits vierten Mal Staatsmeisterin auf der Kurzdistanz.

### Super League Triathlon 2023
2023 wurde die 35-Jährige im Mai Vizestaatsmeisterin auf der Triathlon-Mitteldistanz. Betto startete im Jahr 2023 auch in der Super League Triathlon. Am 3. September verursachte sie in Toulouse einen heftigen Sturz ihrer Konkurrentin Nicole van der Kaay. Es folgten Hasstiraden im Netz, sie habe die Neuseeländerin mit Absicht zu Fall gebracht. Betto wandte sich in einem Video an die Öffentlichkeit, entschuldige sich und bestritt eine Absicht. Auch Van der Kaay, die keine Verletzung erlitten hatte, sprach letztlich von einem „Unfall, der in diesem Sport leider passieren kann“. Betto erreichte in Toulouse den achten Platz.

### Olympische Sommerspiele 2024
2024 qualifizierte sie sich nach ihrer Mutterschaftspause erneut für einen Startplatz bei den Olympischen Sommerspielen und sie belegte im Juli in Paris als beste Italienerin den 16. Rang. In der gemischten Staffel belegte sie mit Gianluca Pozzatti, Alessio Crociani und Verena Steinhauser für Italien den sechsten Rang.

### Persönliches
Alice Betto arbeitet als Polizistin, sie studierte Restaurierung (restauro) an der Accademia di Belle Arti di Brera in Mailand und lebte ebenda.
 Seit September 2016 ist sie verheiratet und die beiden leben in Rom. Im Frühjahr 2022 gab sie über soziale Medien bekannt, dass sie ein Kind erwartet und seit November ist sie Mutter.

## Auszeichnungen
- Im Februar 2018 wurde sie in Mailand als „Sportlerin des Jahres“ mit dem Premio Gianni Brera – Sportivo dell’anno (Gianni-Brera-Preis) ausgezeichnet.[13]

## Sportliche Erfolge
| Datum/Jahr    | Rang | Wettbewerb                                           | Austragungsort | Zeit     | Bemerkung                                                                 |
| ------------- | ---- | ---------------------------------------------------- | -------------- | -------- | ------------------------------------------------------------------------- |
| 12. Juli 2025 | 34   | ITU World Championship Series 2025                   | Hamburg        | 00:57:51 |                                                                           |
| 16. Feb. 2025 | 3    | ITU World Championship Series 2025 (Mixed Relay)     | Abu Dhabi      | 01:32:24 | im italienischen Team mit Nicola Azzano, Bianca Seregni und Euan De Nigro |
| 2. Okt. 2021  | 1    | ITA Sprint Distance Triathlon National Championships | Vervia         | 01:01:08 | Staatsmeisterin Sprintdistanz                                             |
| 18. Sep. 2021 | 8    | ITU World Championship Series 2021                   | Hamburg        | 00:58:43 | Sprintdistanz (750 m Schwimmen, 20 km Radfahren und 5 km Laufen)          |
| 21. Mai 2021  | 2    | ITU Olympic Qualification Event                      | Lissabon       | 01:24:48 | Mixed Relay                                                               |
| 2. Juni 2018  | 7    | ITU Triathlon World Cup                              | Cagliari       | 01:00:47 | 34 Sekunden hinter der österreichischen Siegerin Lisa Perterer            |
| 30. Sep. 2017 | 3    | ITA Sprint Distance Triathlon National Championships | Lignano        | 01:01:08 | Dritte bei der Staatsmeisterschaft                                        |
| 4. Juni 2017  | 9    | ITU Triathlon World Cup                              | Cagliari       | 01:03:04 |                                                                           |
| 3. Okt. 2015  | 2    | ITA Sprint Distance Triathlon National Championships | Riccione       | 01:04:07 | Vizestaatsmeisterin auf der Sprintdistanz                                 |
| 31. Mai 2014  | 4    | ITU World Championship Series 2014                   | London         | 00:55:35 | auf der Sprintdistanz                                                     |
| 6. Okt. 2012  | 2    | ITA Sprint Distance Triathlon National Championships | Tirrenia       | 01:00:58 | Vizestaatsmeisterin auf der Sprintdistanz                                 |
| 1. Okt. 2011  | 2    | ITA Sprint Distance Triathlon National Championships | Rimini         | 01:08:09 | Vizestaatsmeisterin auf der Sprintdistanz                                 |

| Datum/Jahr    | Rang | Wettbewerb                                      | Austragungsort     | Zeit     | Bemerkung                                                                                             |
| ------------- | ---- | ----------------------------------------------- | ------------------ | -------- | --- |
| 31. Mai 2025  | 21   | ITU World Championship Series 2025              | Alghero            | 02:00:17 | |
| 17. Mai 2025  | 20   | ITU World Championship Series 2025              | Yokohama           | 01:54:00 | |
| 5. Aug. 2024  | 6    | Olympische Sommerspiele 2024, Mixed Relay       | Paris              | 01:27:11 | in der gemischten Staffel mit Gianluca Pozzatti, Alessio Crociani und Verena Steinhauser              |
| 31. Juli 2024 | 16   | Olympische Sommerspiele 2024                    | Paris              | 01:57:56 | |
| 11. Mai 2024  | 16   | ITU World Championship Series 2024              | Yokohama           | 01:54:54 | |
| 28. Okt. 2023 | 4    | ITU World Triathlon Cup                         | Miyazaki           | 02:00:19 | hinter Bianca Seregni                                                                                 |
| 16. Okt. 2023 | 1    | ITU World Triathlon Cup                         | Brasilia           | 02:00:05 | Siegerin vor der US-Amerikanerin Katie Zaferes                                                        |
| 17. Okt. 2021 | 1    | ITA Triathlon National Championships            | Lignano Sabbiadoro | 01:48:27 | |
| 31. Juli 2021 | 8    | Olympische Sommerspiele 2020 Mixed Relay        | Tokio              | 01:26:23 | gemischte Staffel                                                                                     |
| 27. Juli 2021 | 7    | Olympische Sommerspiele 2020 Elite              | Tokio              | 01:58:22 | |
| 15. Aug. 2019 | 2    | ITU World Triathlon Olympic Qualification Event | Tokio              | 01:40:54 | Zweite hinter Flora Duffy                                                                             |
| 28. Apr. 2018 | 6    | ITU World Championship Series 2018              | Bermuda            | 02:06:05 | |
| 7. Okt. 2017  | 1    | ITA Triathlon National Championships            | Lerici             | 02:06:35 | |
| 16. Sep. 2017 | 12   | ITU World Championship Series 2017              | Rotterdam          | 02:03:12 | im letzten Rennen der Rennserie („Grand Final“)                                                       |
| 26. Aug. 2017 | 9    | ITU World Championship Series 2017              | Stockholm          | 02:03:49 | |
| 16. Juni 2017 | 3    | ETU Triathlon European Championships            | Kitzbühel          | 01:58:31 | Europameisterschaft auf der olympischen Kurzdistanz                                                   |
| 11. Juni 2017 | 3    | ITU World Championship Series 2017              | Leeds              | 01:59:36 | |
| 13. Mai 2017  | 18   | ITU World Championship Series 2017              | Yokohama           | 02:00:33 | |
| 18. Sep. 2015 | 34   | ITU World Championship Series 2015              | Chicago            | 02:00:40 | Grand Final – Triathlon-Weltmeisterschaft auf der olympischen Distanz                                 |
| 22. Aug. 2015 | 19   | ITU World Championship Series 2015              | Stockholm          | 02:04:40 | |
| 17. Mai 2014  | 5    | ITU World Championship Series 2014              | Yokohama           | 01:59:58 | |
| 16. Juni 2013 | 3    | ETU Triathlon European Championship Mixed Relay | Eilat              | 00:24:05 | Europameisterschaft in der 4er Staffel mit Alessandro Fabian, Annamaria Mazzetti und Davide Uccellari |
| 14. Juli 2012 | 1    | ITA Triathlon National Championships            | Tarzo Revine       | 02:09:06 | Staatsmeisterin                                                                                       |
| 19. Sep. 2010 | 1    | ITA Triathlon National Championships            | Verbania           | 02:20:57 | Staatsmeisterin                                                                                       |
| 11. Sep. 2010 | 7    | ITU World Championship U23                      | Budapest           | 02:00:11 | U23-Weltmeisterschaft                                                                                 |
| 8. Mai 2010   | 1    | Kalterer See Triathlon                          | Kalterer See       | 02:09:00 | Siegerin auf der olympischen Distanz                                                                  |
| 2009          | 1    | ITA Triathlon National Championship U23         | Italien            |          | |

| Datum/Jahr    | Rang | Wettbewerb                                           | Austragungsort       | Zeit     | Bemerkung                    |
| ------------- | ---- | ---------------------------------------------------- | -------------------- | -------- | ---------------------------- |
| 14. Juni 2025 | 12   | T100 Vancouver                                       | Vancouver            | 03:45:34 | [ 16 ]                       |
| 28. Mai 2023  | 2    | ITA Middle Distance Triathlon National Championships | Barberino di Mugello | 04:19:12 | Zweite hinter Marta Bernardi |

(DNF – Did Not Finish)